# Charte royale

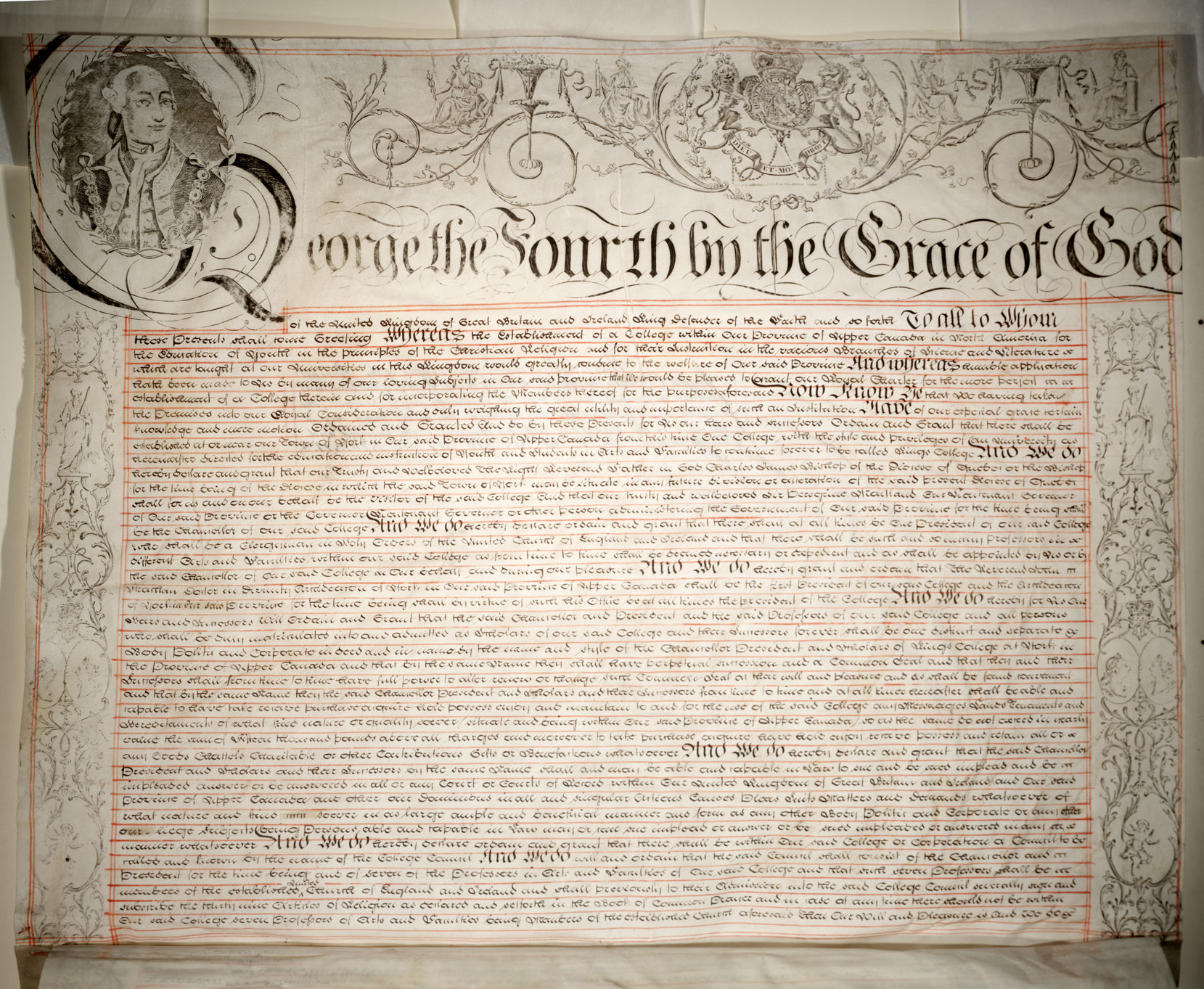
Charte accordée par le roi George IV en 1827, établissant la faculté King's College à Toronto

Une charte royale est une charte accordée par le souverain avec l'avis de son conseil privé afin d'octroyer un statut légal à des corporations telles que les cités, les sociétés, ou encore les universités. La charte royale est une sorte de lettre patente. Dans l'Europe médiévale, les cités avaient seules le privilège de pouvoir être le lieu du commerce et seules les chartes royales permettaient d'établir une cité. L'année où la ville dispose d'une charte est considérée comme l'année de sa fondation, sans tenir compte de l'ancienneté des installations humaines sur son site.